# Вулиця Марка Бернеса (Харків)
Вулиця Марка Бернеса — вулиця у Харкові, у Новобаварському районі. Пролягає від вулиці Семінарської до вулиці Лінійної. Забудована переважно одноповерховими приватними будинками. Довжина близько 480 метрів. Поруч розташований Карпівський сад.
Названа на честь радянського кіноактора і співака Марка Бернеса (колишня назва — вулиця Щорса). Сучасну назву отримала відповідно до рішення Харківської міської ради від 20 листопада 2015 року в рамках процесу декомунізації топонімів в Україні.